# جمع سالم (مسلسل)
جمع سالم مسلسل مصري من بطولة زينة، من تأليف محمد ناير ومن إخراج إيمان الحداد

## قصة المسلسل
يناقش العمل في إطار درامي قضية التبني والمشاكل داخل الأسرة المصرية، وذلك من خلال قصة دكتورة القلب مريم التي تواجه أمور شتى في حياتها العملية والشخصية، تضعها في مفترق الطرق.

## طاقم العمل
- زينة: (مريم)
- دلال عبد العزيز: (هاجر)
- سلوى خطاب: (ناهد زادة)
- محمد شاهين: (يونس البرقوقي)
- محمد عادل: (الشيخ يوسف سالم البرقوقي)
- محمد علاء: (شريف صلاح)
- ملك قورة: (سارة عادل)
- سامح الصريطي: (فوزي حرب- حارس البرقوقي)
- أحمد صيام: (المعلم عباس الحوت)
- أيمن عزب: (عادل جميل)
- حنان سليمان: (إلهام صبري)
- رنا سماحة: (رغدة)
- هاجر الشرنوبي: (سامية)
- أحمد سلطان: (صابر الحوت)
- ريم البارودي: (كريمة فوزي - ضيف شرف)
- عبد الرحمن أبو زهرة: (الشيخ نعمان - ضيف شرف)
- عماد رشاد: (القبطان فاروق - ضيف شرف)
- ماجدة منير: (الحاجة زينب)
- عادل عبد الرازق: (مجدي)
- محمد الحناوي: (شبراوي)
- شريف عواد: (سالم البرقوقي)
- إسماعيل فرغلي: (الحصري)
- مجدي البنداري: (مروان)
- منير مكرم: (عبد الرازق)
- ميريت عمر الحريري: (نادية)
- محمد دسوقي: (سامح)
- هدير الديب: (كوثر الحوت)
- هايدي رفعت: (يسرا)